# Erisipela
Erisipela (del grec τὸ ἐρυσίπελας -έλατος pell vermella) és una infecció a la pell produïda quasi sempre per bacteris del gènere Streptococcus i caracteritzada per una important i molt vistosa inflamació cutània, ja descrita al segle xi. Hom en deia foc de Sant Antoni, una denominació compartida antigament per l'erisipela, l'ergotisme i l'herpes zòster i que es creu atribuïble al fet de ser aquest el sant patró de les causes perdudes i a les moltes curacions miraculoses recollides pels seus hagiògrafs.

## Factors de risc
És més comuna a la vellesa i la infantesa. També estan en risc les persones amb immunodeficiència, insuficiència venosa perifèrica, obesitat, diabetis mellitus, alcoholisme, úlceres de la pell, telangièctasi hemorràgica hereditària, infeccions per fongs (peu d'atleta en especial) i drenatge limfàtic alterat (per exemple després de mastectomia, cirurgia pelviana, derivació quirúrgica).
Es creu que la regió AGRT1 (Angiotensin II receptory type 1) del cromosoma 3q22 està implicada en el procés de desenvolupament de certes erisipeles, ja que determina la resposta citocínica individual davant la infecció per S. pyogenes. Per una altra banda, les variacions personals en l'expressió dels HLA de classe II i del receptor de cèl·lules T tipus Vβ influeixen en la producció de superantígens contra les exotoxines secretades pels bacteris, augmentant l'alliberament desmesurat de citocines proinflamatòries i els subsegüents danys tissulars. Segons dades de l'any 2007, la incidència estimada de l'erisipela a Europa és d'entre 9–24 casos per 10.000 habitants.
S'ha registrat algun cas d'erisipela en el context d'una síndrome de Cook i d'una malaltia de Fabry clàssica. La síndrome de Wells, una inhabitual condició inflamatòria de la pell, pot presentar un aspecte macroscòpic semblant al de l'erisipela. Infreqüentment, la malaltia es desenvolupa sobre la cicatriu d'una cirurgia prèvia o sobre una úlcera per pressió. Alguna vegada és un efecte advers relacionat amb la teràpia emprada per tractar un càncer de mama.

## Signes i símptomes

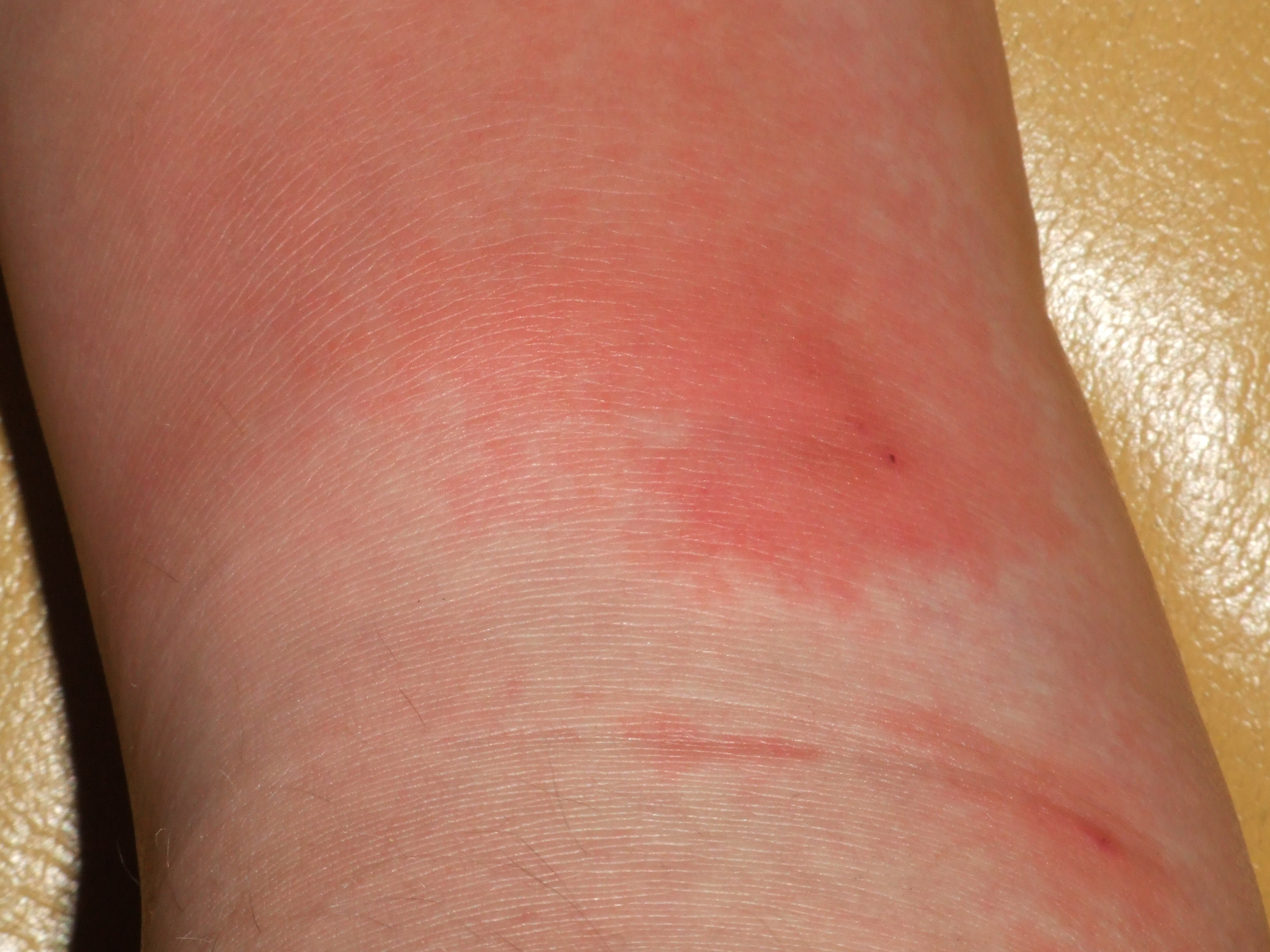
Erisipela al braç

Els símptomes inclouen febre alta, tremolors, calfreds, cansament, mal de cap, vòmits, hipoestèsia i malestar general després de les 48 hores de la infecció. Les lesions eritematoses de la pell s'estenen ràpidament, amb la vora delimitada de manera clara. Es presenta com una erupció vermella, inflamada, càlida i dolorosa, de consistència similar a la d'una pell de taronja. Si les lesions són més greus passen a ser vesícules, butllofes i petèquies amb possible necrosi cutània concomitant. Els ganglis limfàtics poden inflamar-se i pot aparèixer un limfedema. De tant en tant, es pot veure a simple vista una ratlla vermella que s'estén per la superfície de la zona ocupada pel gangli limfàtic.
Clínicament, no sempre és fàcil diferenciar l'erisipela de la cel·lulitis genuïna. A ull nu, les lesions de l'erisipela es veuen ben circumscrites, mentre que les de la cel·lulitis són difuminades i es barregen amb la pell normal del voltant. Això es deu al fet que l'erisipela és una infecció relativament superficial que afecta la dermis superior i la cel·lulitis s'estén per capes més profundes de la dermis i pel teixit subcutani. Quan afecta la cara, la presència del signe auricular de Milian ajuda a distingir l'erisipela de la cel·lulitis. En algunes ocasions, aquest signe és bilateral. És molt rar que l'aparença externa d'un limfoma difús de cèl·lules B grans o la d'una micosi fungoide (un tipus de limfoma cutani no hodgkinià) tingui similitud amb una erisipela facial. El diagnòstic diferencial de l'erisipela inclou la tuberculosi cutània en receptors de trasplantaments, l'abscés cutani, la leishmaniosi erisipeloide, les manifestacions de la malaltia de Crohn a la pell, la dermatomiositis, la dermatosi neutrofílica febril (síndrome de Sweet), el carcinoma metastàtic inflamatori, la panniculitis, l'impetigen, la malaltia de Lyme o la dermatofitosi.
La infecció pot sorgir a qualsevol àrea de la pell del cos, incloent-hi la cara, l'esquena, l'abdomen, els braços, els dits, les natges i les cames; encara que sorgeix predominantment a les extremitats inferiors. El teixit gras i les zones facials, generalment al voltant dels ulls, les orelles i les galtes, són més susceptibles a la infecció, la qual sol produir un característic eritema malar a vegades molt semblant al del lupus eritematós sistèmic o al del lupus túmid (una variant poc comuna de lupus eritematós cutani crònic). Algunes erisipeles facials poden ser secundàries a processos infecciosos odontògènics o dels sins paranasals. Una localització insòlita de l'erisipela en individus no immunodeprimits és el cuir cabellut. La infecció repetida de les extremitats pot provocar una inflamació crònica dels vasos limfàtics (limfangitis). L'obstrucció limfàtica i/o la destrucció dels ganglis limfàtics inguinals origina en certs casos d'erisipela recurrent una elefantiasi verrucosa nostra (una forma d'elefantiasi no filariòsica) extrema i difícil de tractar. L'endoftalmitis endògena aguda és una rara complicació de la malaltia que gairebé mai cursa de forma favorable. Les principals complicacions locals de les erisipeles són les hemorràgies, els abscessos i les necrosis dèrmiques. La presència de lesions eritematoses similars a l'erisipela és un signe patognomònic de l'afectació cutània que apareix en casos de febre mediterrània familiar.
L'erisipela peneana no és una entitat gaire freqüent. Acostuma a desenvolupar-se sobre dermatosis locals cròniques, generalment de naturalesa infecciosa, adesiara afectant l'escrot. Pot provocar un limfedema subagut del penis. De forma excepcional, sorgeix com a conseqüència d'alguna mena de traumatisme. Les erisipeles vulvars apareixen amb certa freqüència després de l'excisió de carcinomes d'aquesta part dels genitals femenins, sobretot quan cal efectuar també una limfadenectomia inguinofemoral.

## Histologia
Des del punt de vista histopatològic, és destacable la presència d'un infiltrat intersticial mixt, predominantment neutrofìlic, en una dermis edematosa i amb dilatació dels capil·lars i dels conductes limfàtics. Les tincions de Gram o de Giemsa poden revelar l'existència d'estreptococs al teixit o fins i tot a l'interior dels limfàtics. Aquests mostren engruiximent fibròtic de la seva paret, acompanyat moltes vegades d'oclusió luminal, en casos d'erisipela recurrent.

## Etiologia
La majoria dels casos es deuen a Streptococcus pyogenes (també conegut com a estreptococ beta-hemolític del grup A), encara que ocasionalment Streptococcus agalactiae i Staphylococcus aureus poden ser els agents infecciosos causals. Molt poques vegades, membres de l'espècie Streptococcus mitis han estat identificats com els patògens etiològics de la malaltia. Aquestes infeccions entren al cos per la més petita ferida. No afecten el teixit subcutani, ni fan pus, només exsuden un sèrum fluid. En cas d'haver un edema subcutani el diagnòstic pot canviar a cel·lulitis.
Una variant d'aquest trastorn cutani, no gaire usual i que té un maneig força complicat, és l'erisipela bul·losa, provocada habitualment per soques d'estafilococ daurat resistents a la meticil·lina (MRSA). S'ha descrit algun cas atípic d'erisipela bul·losa per escheríchia coli en receptors d'un trasplantament renal. És un fet molt singular que aquest tipus d'erisipela presenti, en un individu sense antecedents de traumatisme previ o contacte immediat amb animals, característiques semblants a les d'un àntrax a la cama o trets clínics força similars als d'un angiosarcoma (síndrome de Stewart-Treves) en pacients amb limfedema crònic. En subjectes immunodeficients, microbis oportunistes infreqüents, com Citrobacter koseri o Bordetella trematum, poden causar erisipeles.
Rarament, l'erisipela facial té el seu origen en la infecció d'un limfangioma (malformació congènita dels vasos limfàtics) oral preexistent, apareix com a conseqüència de l'acció immunosupressora del tractament amb secukinumab (un anticòs monoclonal humà de tipus IgG1/κ) o
causa una necrosi palpebral.
L'erisipela carcinomatosa és una infiltració cutània per una neoplàsia maligna. Visualment pot tenir un aspecte molt similar, però no té res a veure amb l'erisipela infecciosa. Anys enrere, la gangrena de Fournier rebia el nom d'erisipela gangrenosa, una denominació considerada obsoleta avui dia, ja que són dos processos nosològicament diferents.

## Tractament
Amb antibiòtics beta-lactàmics, com ara ceftriaxona. Si l'individu és al·lèrgic a les penicil·lines, l'eritromicina pot ser una alternativa. Normalment, els símptomes generals desapareixen un o dos dies després d'iniciar la medicació, mentre que la pell tarda un parell de setmanes a recuperar-se. Cal evitar una reinfecció i emprar antisèptics cutanis adequats, com ara la povidona iodada. Durant el període agut no és oportú administrar antiinflamatoris no esteroidals pel risc de desenvolupament de fasciïtis. La combinació d'amoxicil·lina amb àcid clavulànic escurça significativament el temps d'hospitalització dels malalts d'erisipela i alguns experts indiquen que hauria de ser considerada com a tractament de primera línia en aquests pacients. En casos greus cal considerar la possibilitat de complementar l'antibioticoteràpia amb prednisona. L'omadaciclina (una tetraciclina de darrera generació) ha demostrat ser una opció terapèutica eficaç i segura en casos d'erisipela per MRSA.
L'embenat elàstic compressiu de les cames és un procediment útil per a contenir l'edema en les erisipeles d'aquestes extremitats i protegir-les de cops i rascades.

## Complicacions
- Extensió a altres superfícies del cos a través del corrent sanguini.
- Bacterièmies de repetició.[92]
- Xoc sèptic.
- Coagulació intravascular disseminada.[93]
- Recurrència (en un 18–30% dels casos). Té lloc predominantment a la zona pretibial.[94] Es creu que un dels principals factors responsables d'aquest fenomen és l'especial capacitat dels estreptococs per penetrar i persistir dins de les cèl·lules que infecten, una característica que fa difícil aconseguir una concentració bactericida intracel·lular suficient emprant determinats antibiòtics.[95]
- Trombosi venosa profunda (en un 5-10% de les erisipeles a les cames).[96]
- Danys limfàtics.[97]
- Fasciïtis necrosant.[98]
- Acroangiodermatitis (pseudosarcoma de Kaposi).[99]
- Glomerulonefritis[100] i, eventualment, insuficiència renal aguda.[101][102]
- Pericarditis aguda exsudativa.[103]
- Miocarditis.[104]Hotmail login

## En animals
El bacteri Erysipelothrix rhusiopathiae té diferents clades, és ubic a la naturalesa i pot trobar-se a qualsevol lloc on hi hagi substàncies nitrogenades en descomposició. E. rhusiopathiae afecta una gran varietat d'espècies de vertebrats i invertebrats de tot el món (porcs, cavalls, pollastres, galls dindi, faisans, emús, cabres, ovelles, bous mesquers, caribús, senglars, pècaris barbablancs, crancs, peixos d'aigua dolça i salada, gats, gossos, llúdries marines, foques, marsopes, pingüins, numbats, cocodrils, esquirols, caimans, rens, cangurs, rates i ratolins, óssos, mosques, psitàcids, visons, canaris, paparres, lleons marins, làrids, oques, coloms, pardals, cigonyes i dofins, per posar-ne alguns exemples); essent les malalties animals més conegudes i de major importància econòmica pel que fa a la ramaderia industrial i l'avicultura, l'erisipela porcina i l'erisipela de l'aviram. El bacteri pot disminuir molt la fertilitat de les truges quan afecta el seu sistema genitourinari. Per als garrins d'entre dos mesos i un any, la infecció per E. rhusiopathiae és altament perillosa i molts dels exemplars que sobreviuen a la fase aguda desenvolupen més tard afeccions cròniques cutànies, artritis sèptiques o endocarditis valvulars.
Aquest patogen pot infectar els humans, habitualment a través de petits traumatismes cutanis, causant una afecció anomenada erisipeloide (abans coneguda amb el nom de malaltia de Rosenbach, de Baker–Rosenbach o pseudoerisipela). L'erisipeloide (infecció poc comuna avui dia) es veu sobretot en persones que tenen contacte, per exposició ambiental, motius professionals o esporàdicament, amb animals i els seus productes o que es banyen en aigües on el bacteri és present. Amb menor freqüència, infecta els aquaròfils d'aigua dolça. Té tres formes de presentació: cutània limitada, cutània difusa i disseminada. Rares vegades, en individus sensesostre o que pateixen alteracions immunològiques, la forma disseminada cursa amb bacterièmia i/o endocarditis. Molt eventualment, Erysipelothrix rhusiopathiae causa bacterièmies en persones immunocompetents. També s'han descrit alguns casos d'abscessos cerebrals o intrabdominals, meningitis, espondilitis discal canina, panoftalmitis amb cel·lulitis orbitària, endoftalmitis, empiema subdural o en el canal espinal amb abscessos en l'espai paravertebral i espondilitis, espondilodiscitis i tenosinovitis infeccioses, embassament pleural, pneumònia, osteomielitis, peritonitis, xoc, síndrome de Sweet, infecció recurrent de pròtesi articular, insuficiència aòrtica, artritis sèptica i de desenvolupament de sèpsia complicada amb endocarditis multivalvular, osteomielitis espinal i embòlia cerebral d'origen infecciós per E. rhusiopathiae.